# Saint Etienne
Saint Étienne, o St. Étienne es un grupo británico de indie pop formado en 1990 en Londres y compuesto por Sarah Cracknell, Bob Stanley y Pete Wiggs. Tomaron su nombre del Association Sportive de Saint-Étienne, equipo de fútbol de dicha ciudad francesa.
Su música se enmarca en el indie pop y recibe grandes influencias del pop de los años 1960, aunque otros estilos como la música electrónica o el eurodance también están muy presentes en su sonido.

## Historia

### Inicios de la banda
La prehistoria de Saint Etienne se remonta al barrio londinense de Croydon a mediados de la década de 1980, cuando dos periodistas musicales y amigos desde la infancia, Bob Stanley y Pete Wiggs, comenzaron a grabar maquetas caseras esbozando lo que más tarde sería el sonido característico del grupo. Se dice que Saint Etienne fue uno de los impulsores del Indie dance.

### Firma con Heavenly Records
En 1990 firmaron con la discográfica independiente Heavenly Records, y grabaron la canción, 7 ways to love y He is cola (grabadas bajo el nombre de Cola boy con diferentes artistas), pero fueron desechadas cuando los productores sintieron que las canciones eran mucho para la banda. Así, decidieron grabar nuevo material. En mayo de 1990, lanzan su primer sencillo, Only Love Can Break Your Heart, una versión de la canción de Neil Young, con Moira Lambert como voz solista, convirtiéndose en la canción más exitosa de la banda hasta el momento.  En su segundo sencillo Kiss and make up, fue Donna Savage quién ejerció de vocalista. Sarah Cracknell se incorporaría al grupo definitivamente en 1991, cuando se lanzó el sencillo Nothing can stop us/Speedwell.
En 1991 editaron su primer disco con el título de Foxbase Alpha, con el que obtuvieron cierta repercusión tanto en los círculos indie, donde empezaron a tener una sólida base de fanes, como dentro de la cultura de clubs, en pleno apogeo gracias al fenómeno Rave y a la escena de Madchester. Algunas de sus canciones contenían los riffs de piano característicos del italo house, aunque ellos se distinguían del dance pop entre otras cosas, por sus letras más elaboradas en las que eran habituales referencias a la ciudad de Londres, así como por sus influencias musicales notablemente más amplias, entre las que se encontraban las vocalistas femeninas del pop de los años 60, el easy listening y el indie pop. También serían habituales sus referencias a la cultura pop.
En 1992, lanzaron el sencillo People get real/Join our club, que se presentan en Reino Unido, pero ayudan a promocionar el primer álbum de la banda, y también el segundo, So Tough, lanzado en 1993. El álbum más tarde sacó 3 sencillos más, uno de ellos de doble lado A. Con estos dos discos Saint Etienne contribuyeron a actualizar el legado del pop de los años 70 y consiguieron equilibrar una aparente frivolidad con la experimentación sutil. También colaboran con el álbum homónimo de la cantante Kylie Minogue, con 2 canciones: un cover de Nothing can stop us y When are you coming home?, una canción inédita.
A finales de 1993 vería la luz el sencillo I was born on christmas day, cantada en conjunto con Tim Burgess, vocalista de la banda The Charlatans. Tras hacer una gira conjunta con la banda Pulp por el Reino Unido, en 1994 editarían su tercer álbum, Tiger Bay, que se hace conocido en varias partes del mundo. Saint Etienne se popularizó en España y Oriente Medio con su sencillo Pale movie, lanzado en febrero de 1994.
En 1995, la banda empezó el año publicando el álbum exclusivo I Love To Paint, entregado solamente a miembros del fan club de la banda. Más tarde, se editó la primera compilación de sencillos de la banda, Too Young To Die - The Singles, un recopilatorio de sus sencillos hasta ese momento, del cual salió la canción nueva He's on the phone, uno de los mayores éxitos de la banda, y en 1996 publicaron Casino Classics, un álbum con remezclas de sus canciones realizadas por varios de los artistas más conocidos de la música electrónica de los años 90, como Chemical Brothers, Underworld o Death in Vegas.
Ese mismo año, la banda cierra su contrato con Heavenly Records. El 12 de noviembre de 2007, la banda lanza el sencillo This is tomorrow con la discográfica.

### Carrera en Creation Records
La banda firma con Creation Records en 1996. Esto deriva en el comienzo de las sesiones de su siguiente álbum, pero son suspendidas mientras graban la banda sonora original de la película independiente Casi todas las mujeres son iguales, con Parker Posey como protagonista. Los productores de la película querían darle un sonido "más convencional" a la película, por lo que hicieron grabaciones con otros artistas. El producto final tenía una importante parte de las canciones de la banda, pero no incluiría Secret love, canción de la banda con Parker Posey, por razones legales. El disco de la banda sonora, The Misadventures Of Saint Etienne, salió en Japón en 1999. En 1998, apareció su cuarto álbum oficial, Good Humor en el que darían un paso más hacia la madurez. El álbum incluyó un disco bonus, Fairfax High, una colección de los lados B de los sencillos del álbum y outtakes de la sesión de grabación. También incluía una versión de  La, La, La de Massiel.

### Trabajo en Mantra Records
En 1999, un segundo álbum exclusivo para el fan club, Built On Sand, fue entregado. El álbum fue producido por Mantra Records, con grabaciones hechas en las 2 discográficas previas de la banda. Fue el primer álbum con esta discográfica, debido a que Creation Records fue cerrada ese mismo año.
Sus siguientes discos, grabados con Mantra Records, serían Sound Of Water y Finisterre. Sound Of Water es más lanzado a un estilo convencional de música electrónica. Finisterre, es la banda sonora del documental Finisterra. También en 2001, sale Smash The System: Singles And More, la más grande colección de éxitos de la banda, de 2 CD, que sería relanzado en 2005 en una versión más corta, de 1 CD.

### Sanctuary Records y actualidad
En 2005, Saint Etienne firma con Sanctuary Records, y saca el álbum Tales From Turnpike House. Las primeras ediciones del álbum venían con el EP Up The Wooden Hills, que contiene música especialmente grabada por la banda, dirigida a una audiencia infantil. En 2006, se graba la banda sonora del filme What have you done today, Mervyn Day?, cuya banda sonora es un lanzamiento exclusivo para los fanes. También la banda compuso la música de la película This is tomorrow. Hasta el momento, se lanzó Boxette, una colección de los 3 álbumes exclusivos para el fan club de la banda, y un cuarto CD. También se anuncia que este año la banda sacará su octavo álbum, Autumn Wind.

## Discografía
Para más detalles, ver: Discografía de Saint Etienne

### Álbumes de estudio
| Año de lanzamiento | Nombre del álbum                 | Notas |
| ------------------ | -------------------------------- | --- |
| 1991               | Foxbase Alpha                    | - Primer álbum de Saint Etienne. - Primer álbum con la discográfica Heavenly Records. - Lanzado en: Septiembre de 1991 - Formato: CD, Disco de vinilo y Casete                       |
| 1993               | So Tough                         | - Segundo álbum de Saint Etienne. - Segundo álbum con la discográfica Heavenly Records. - Lanzado el: 9 de marzo de 1993 - Formato: Disco compacto, Disco de vinilo y Casete         |
| 1994               | Tiger Bay                        | - Tercer álbum de Saint Etienne. - Tercer y último álbum con la discográfica Heavenly Records. - Lanzado el: 28 de junio de 1994 - Formato: Disco compacto, Disco de vinilo y Casete |
| 1998               | Good Humor                       | - Cuarto álbum de Saint Etienne. - Único álbum con la discográfica Creation Records. - Lanzado el: 6 de abril de 1998 - Formato: Disco compacto\|CD, Disco de vinilo y Casete        |
| 2000               | Sound Of Water                   | - Quinto álbum de Saint Etienne. - Primer álbum en Mantra Records. - Lanzado el: 22 de junio de 2000 - Formato: CD y Disco de vinilo                                                 |
| 2002               | Finisterre                       | - Sexto álbum de Saint Etienne. - Segundo y último álbum en Mantra Records. - Lanzado el: 30 de septiembre de 2002 - Formato: CD                                                     |
| 2005               | Tales From Turnpike House        | - Séptimo álbum de Saint Etienne. - Primer álbum en Sanctuary Records. - Lanzado el: 13 de junio de 2005 - Formato: Disco compacto                                                   |
| 2012               | Words and Music by Saint Etienne | - Octavo álbum de Saint Etienne. - Lanzado el: 18 de mayo de 2012 - Editado por Heavenly Records y Universal UMC - Formato: Disco compacto                                           |
| 2017               | Home Counties                    | - Noveno álbum de Saint Etienne. - Lanzado el: 2 de junio de 2017 - Editado por Heavenly Records y Universal UMC - Formato: Disco compacto, doble vinilo y casete                    |
| 2021               | I’ve Been Trying To Tell You     | - Décimo álbum de Saint Etienne. - Lanzado el: 10 de septiembre de 2021 - Editado por Heavenly Records y Universal UMC - Formato: Disco compacto, Vinilo, MP3                        |
| 2024               | The Night                        | - Undécimo álbum de Saint Etienne. - Lanzado el: 13 de diciembre de 2024 - Editado por Heavenly Records y PIAS - Formato: Disco compacto y vinilo                                    |